# Nematocryptus orbitalis
Nematocryptus orbitalis är en stekelart som först beskrevs av André Seyrig 1952.  Nematocryptus orbitalis ingår i släktet Nematocryptus och familjen brokparasitsteklar. Inga underarter finns listade i Catalogue of Life.